# فراریو اسپاسوف
فراریو اسپاسوف (انگلیسی: Ferario Spasov؛ زادهٔ ۲۰ فوریهٔ ۱۹۶۲) بازیکن فوتبال سابق و مربی فعلی اهل بلغارستان است.
از باشگاه‌هایی که در آن بازی کرده‌است می‌توان به باشگاه فوتبال لیتکس لووچ اشاره کرد.